# Вітебськ (станція)
Ві́тебськ (біл. Ві́цебск) — головна вантажно-пасажирська залізнична станція в однойменному місті. Є центром Вітебського відділення Білоруської залізниці.

## Історія
Рух пасажирських поїздів через станцію було відкрито 22 вересня (5 жовтня) 1866 року, саме в цей день прибув перший поїзд зі станції Полоцьк. Будівля тодішнього вокзалу була триповерховою.
За два роки потому пішли поїзди до Смоленська, а на початку 1900-х років було відкрито залізничне сполучення з Оршею, згодом — з Санкт-Петербургом.

Старовинні світлини
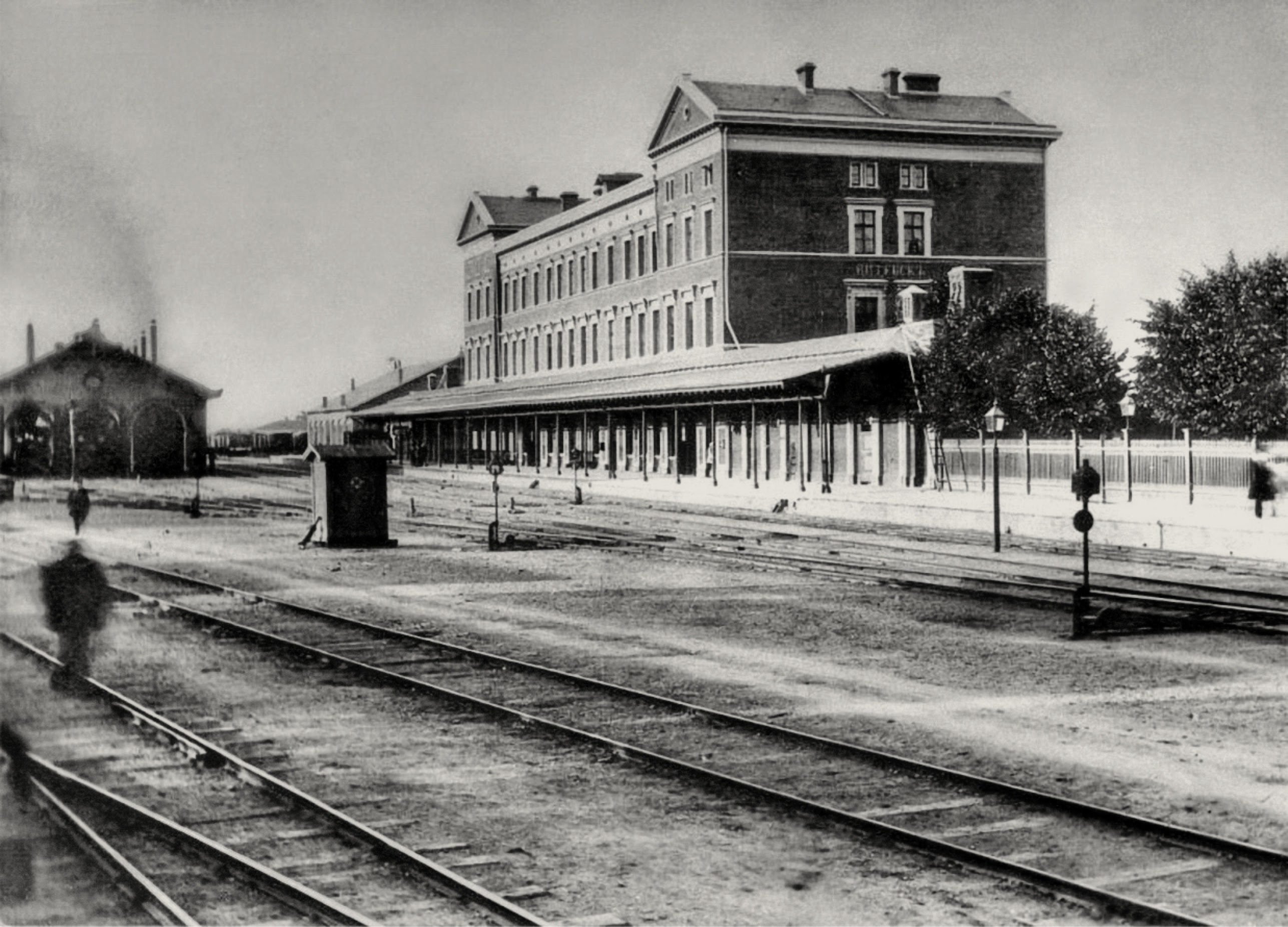
1893
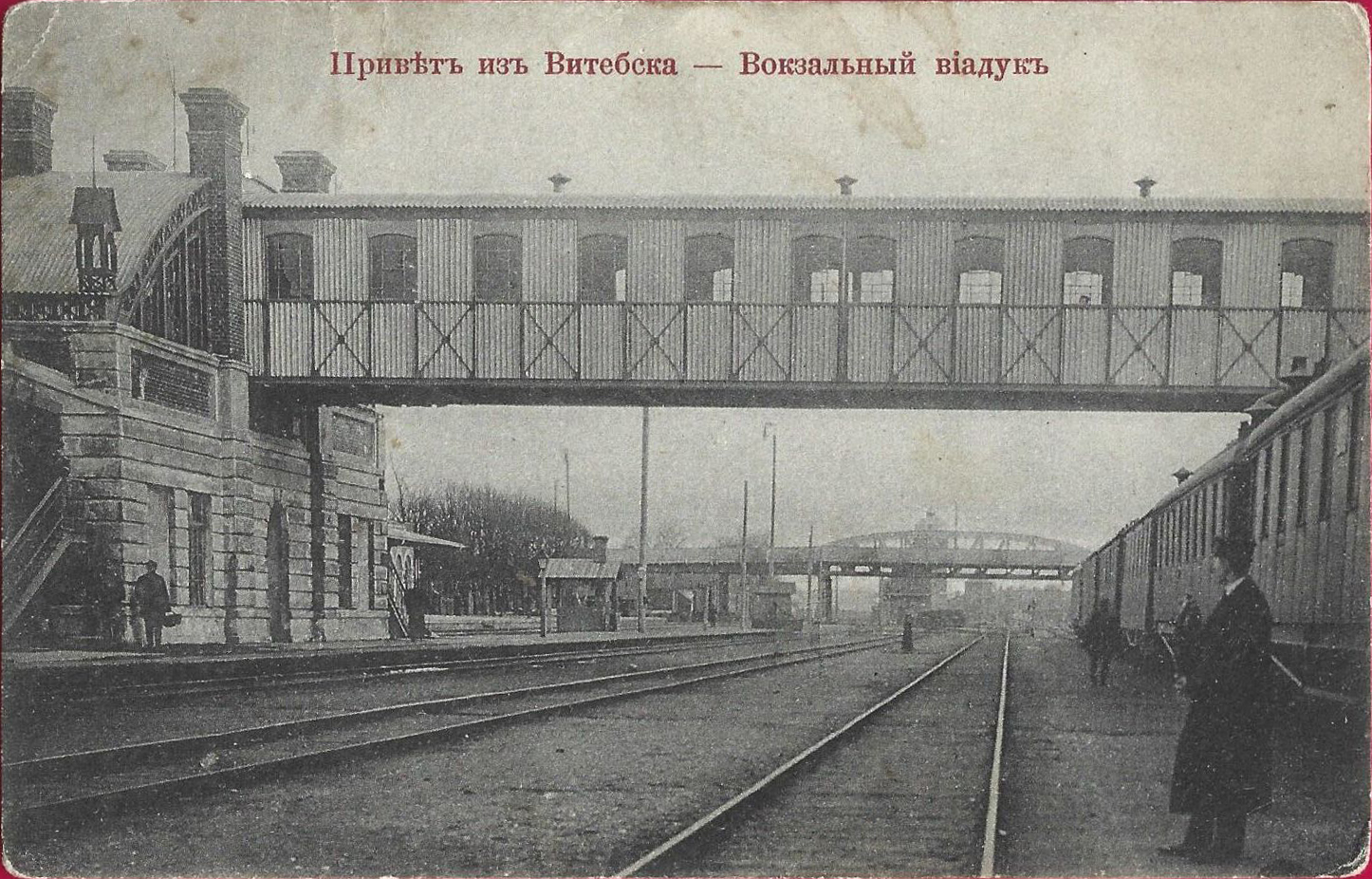
Вокзальний віадук (1908)
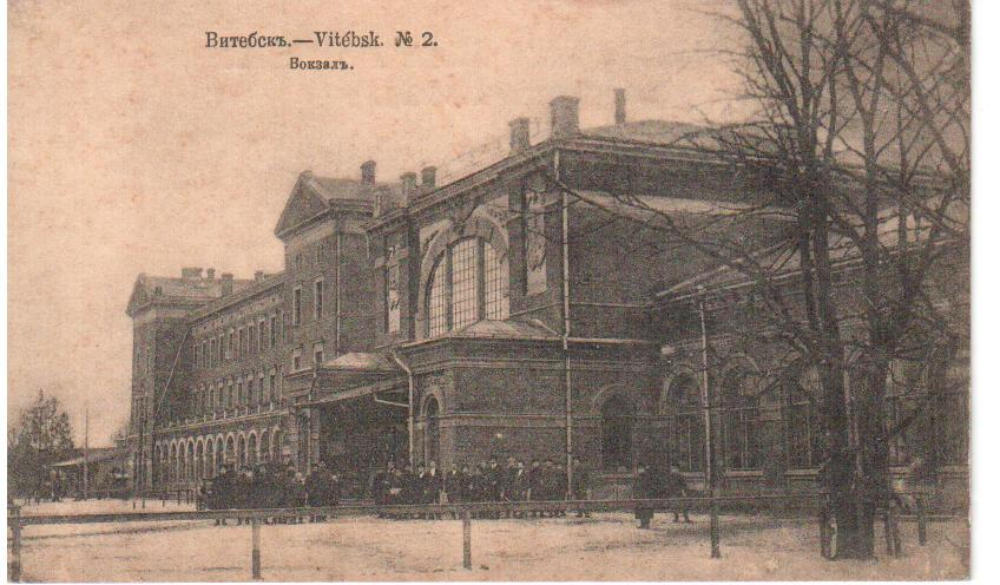
1904—1917
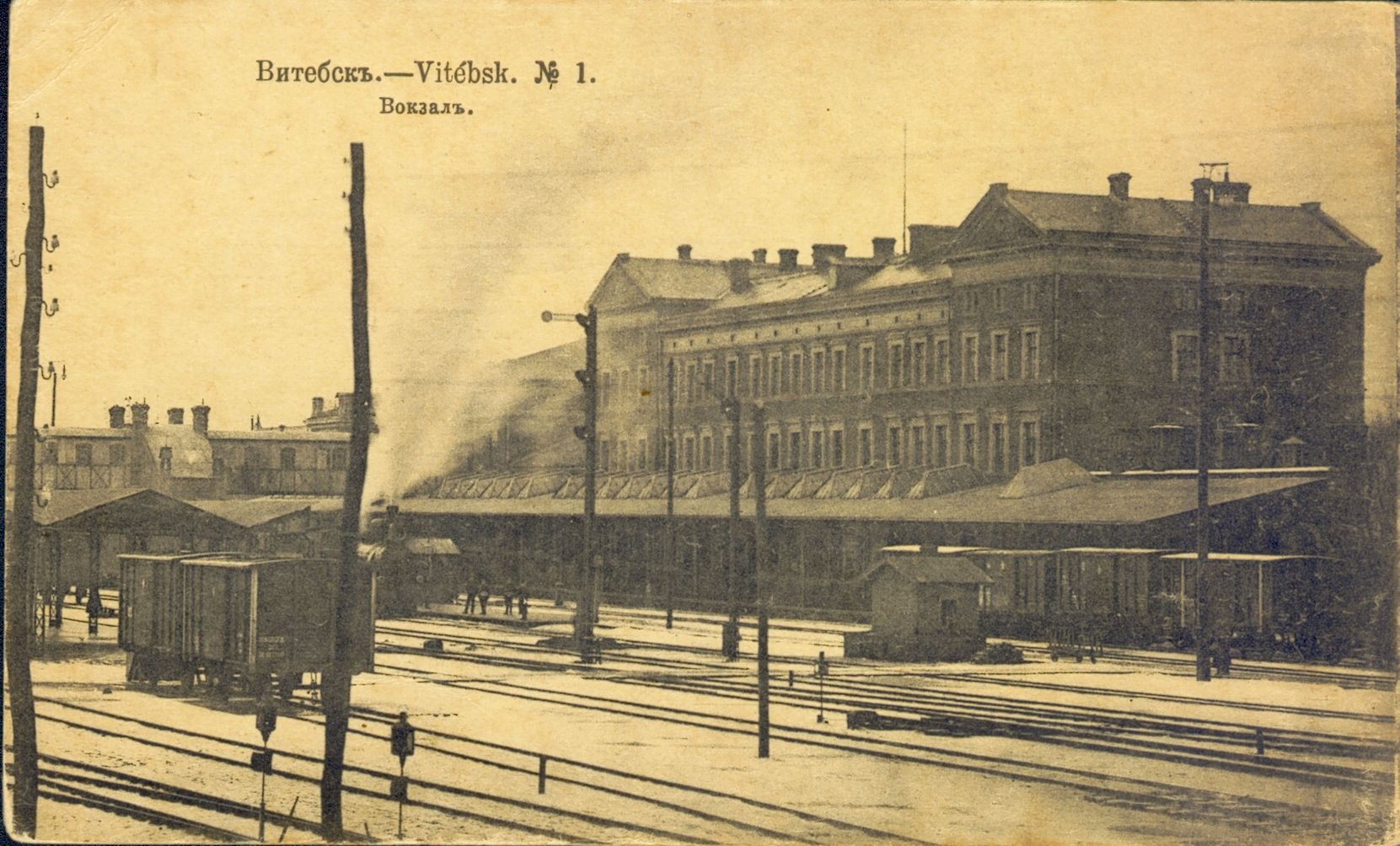
1915

Під час Другої світової війни вокзал було повністю знищено і відбудовано, а фактично відбудовано знову лише 1953 року, через дев'ять років після відновлення залізничного сполучення в місті.

Станція під час Другої світової війни
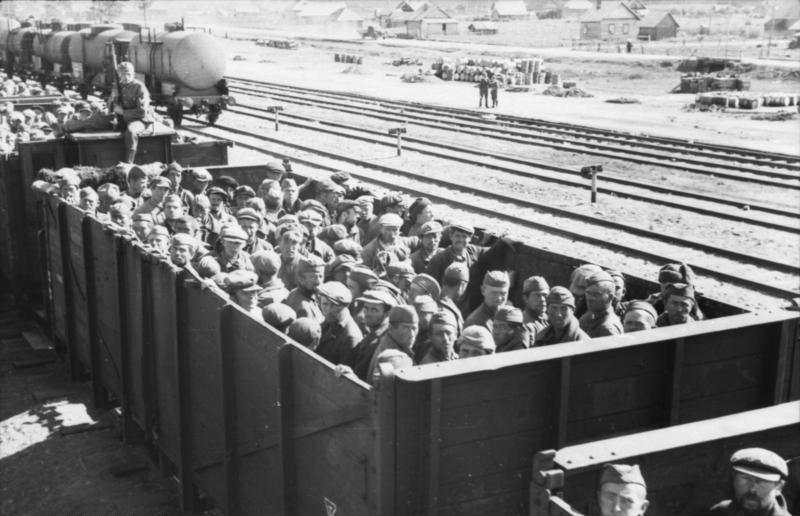
Перевезення радянських військовополонених німцями (вересень 1941)
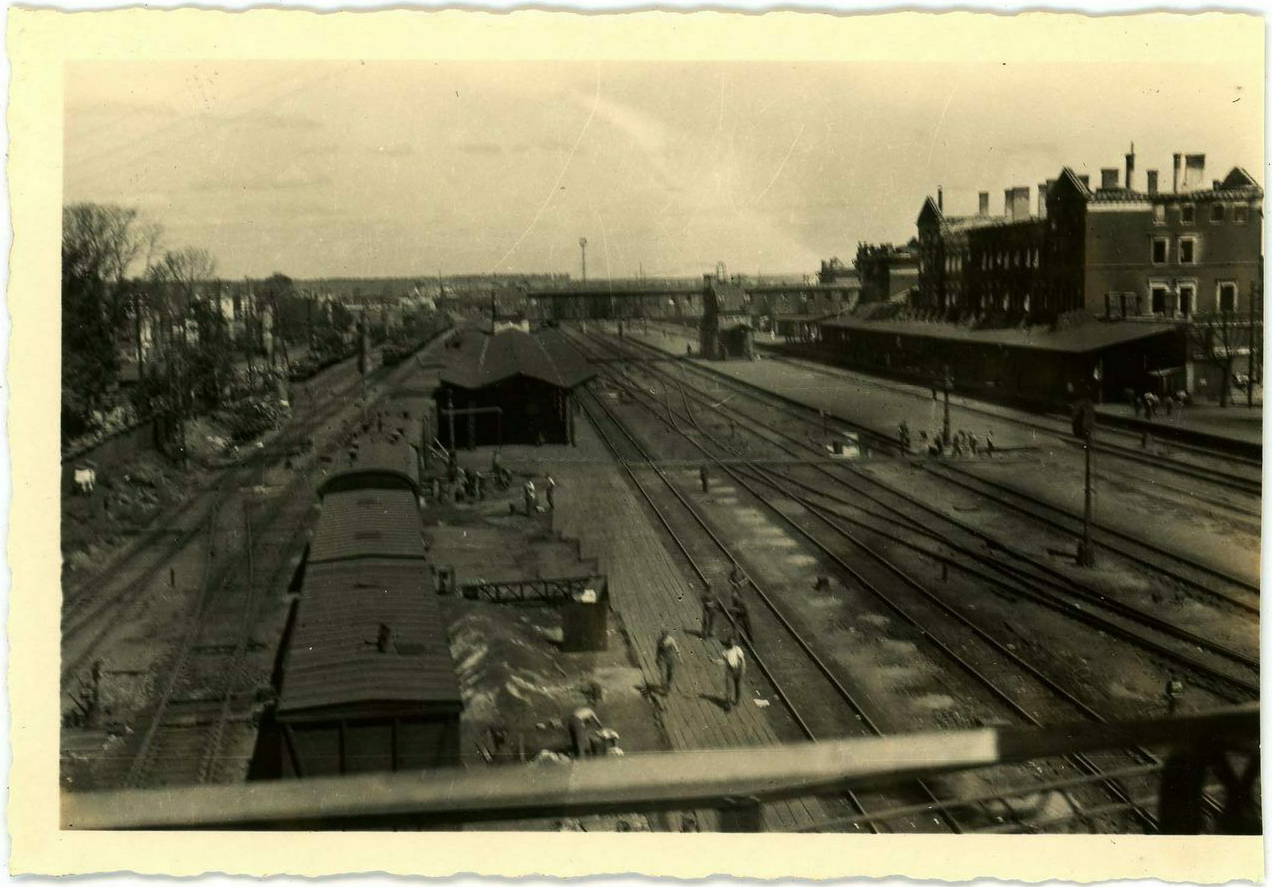
1941
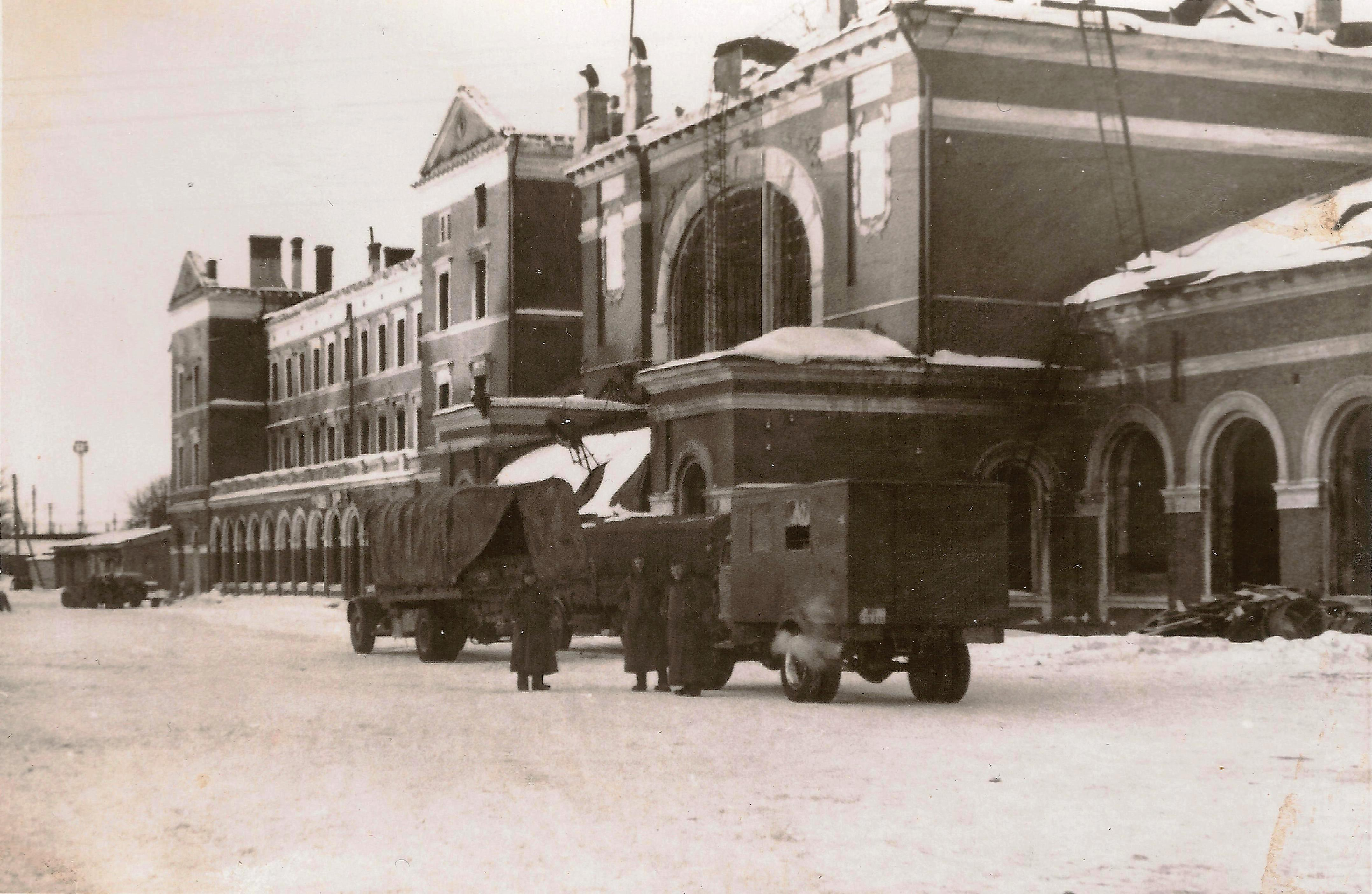
1941—1943
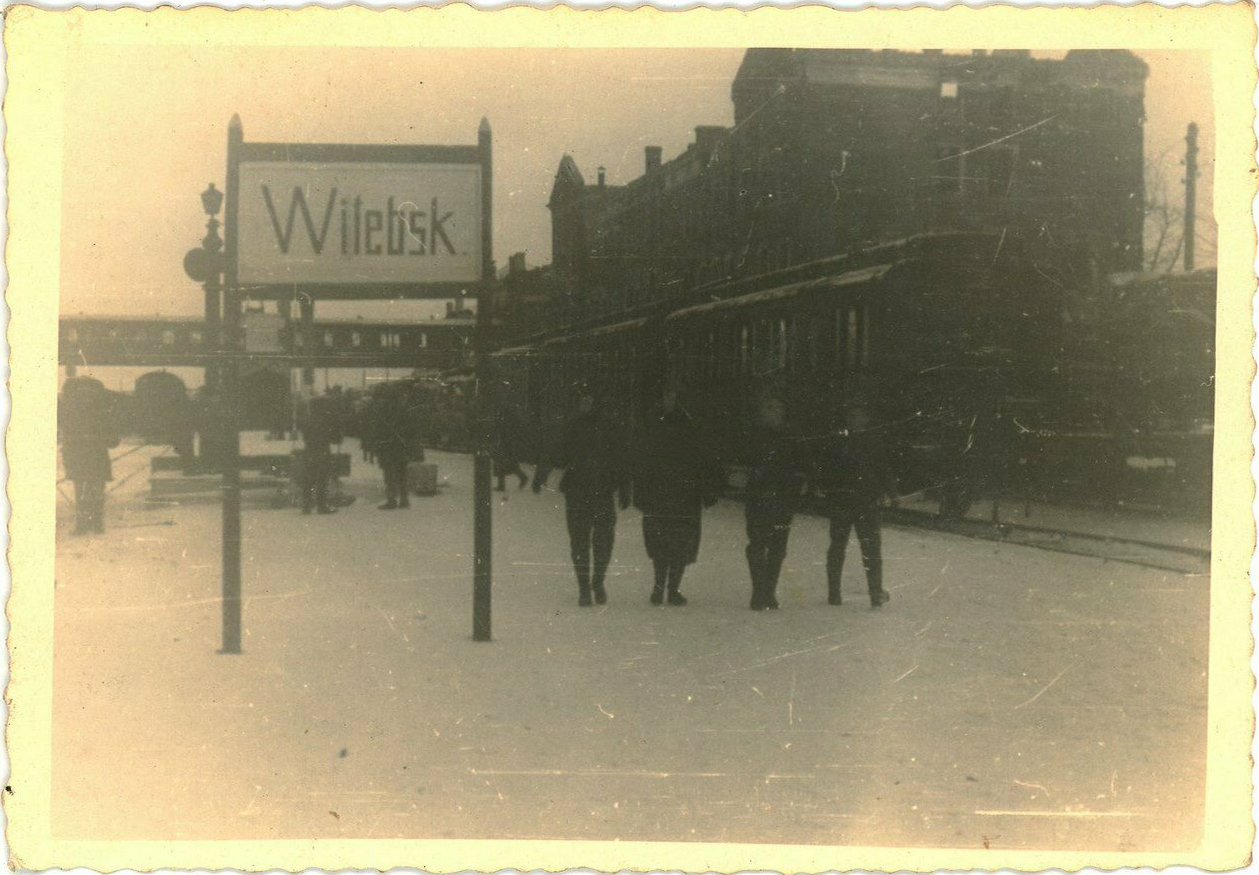
1942
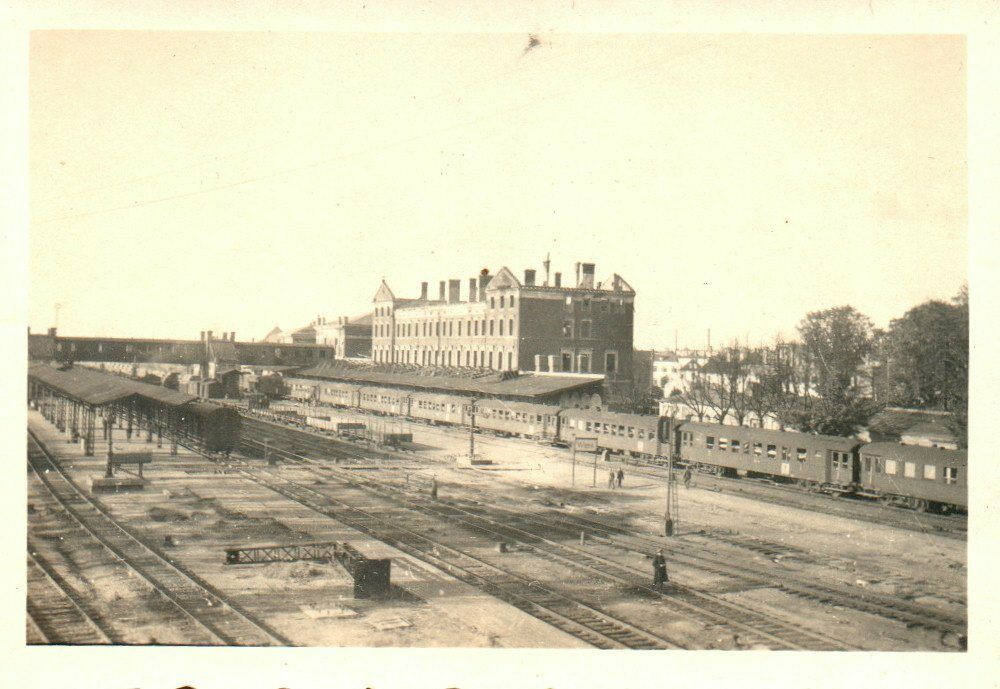
1941—1944

З 1990-х років щорічно проводилися ремонтні роботи та оновлення інфраструктури. З 1999 року на вокзалі Вітебська працює система візуального інформування пасажирів і автодиктор на базі програмного синтезатора мови.
2011 року було закінчено капітальну реконструкцію всього вокзального комплексу.

## Галерея

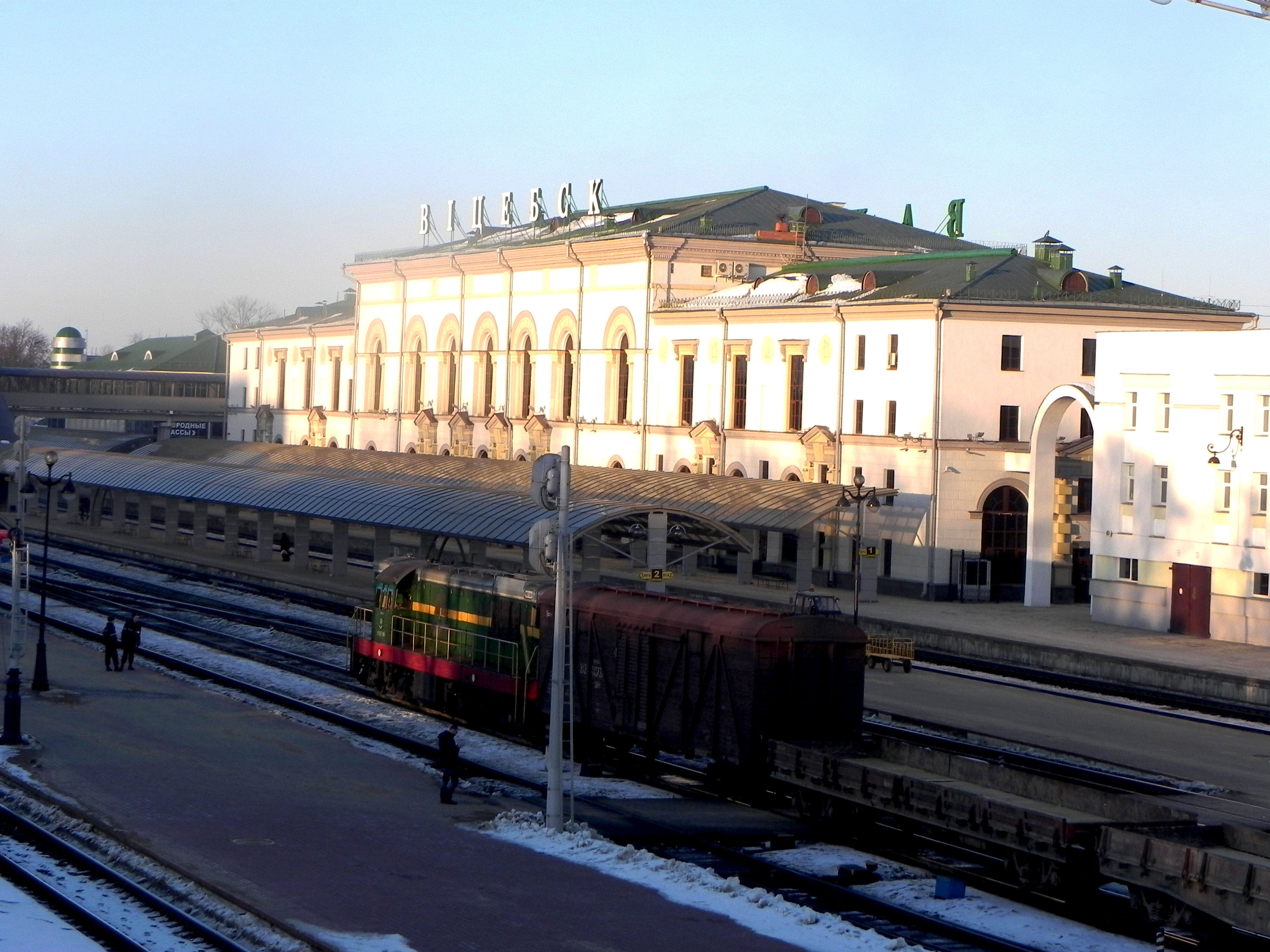
Вокзал
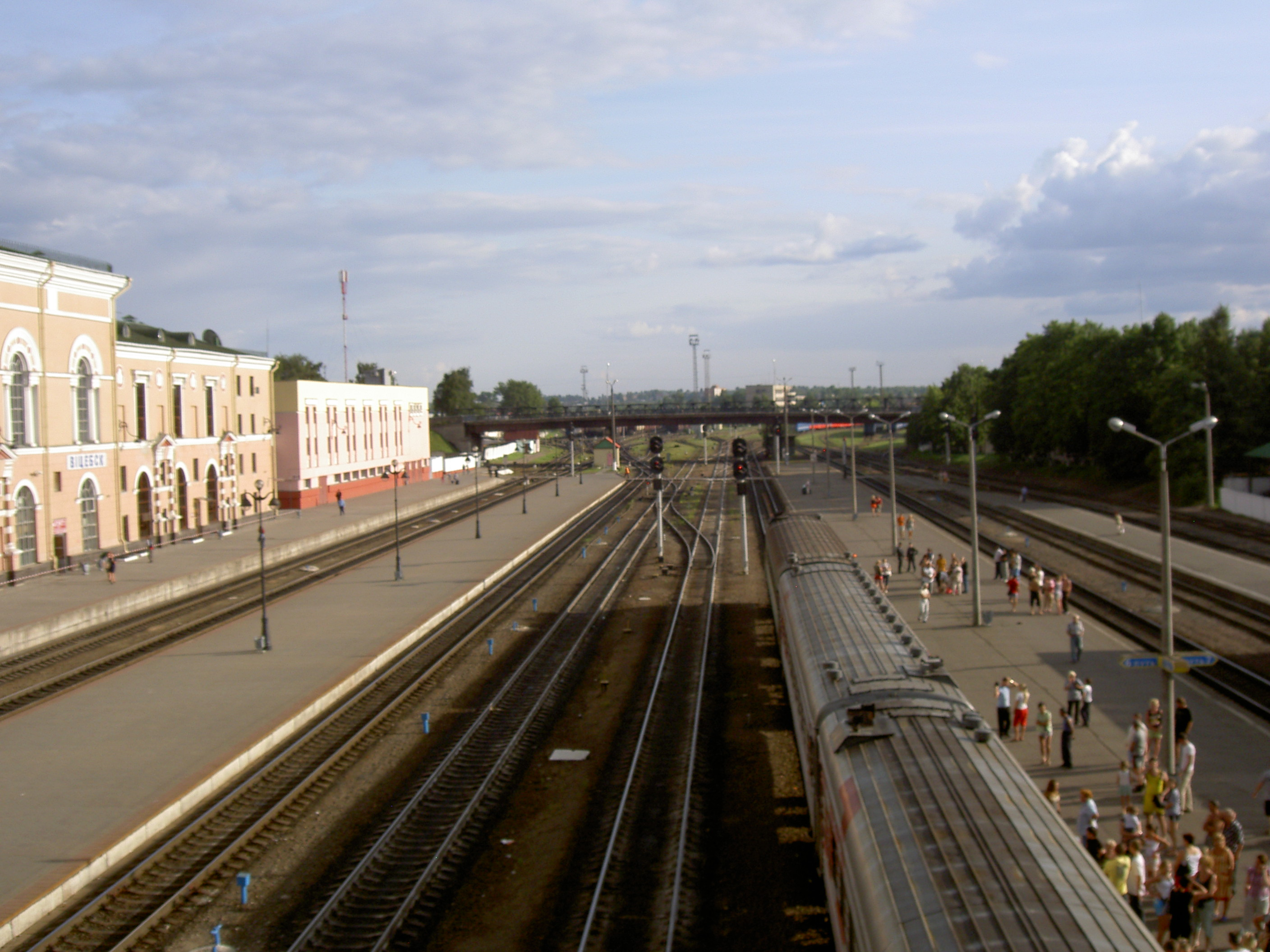
Платформи станції
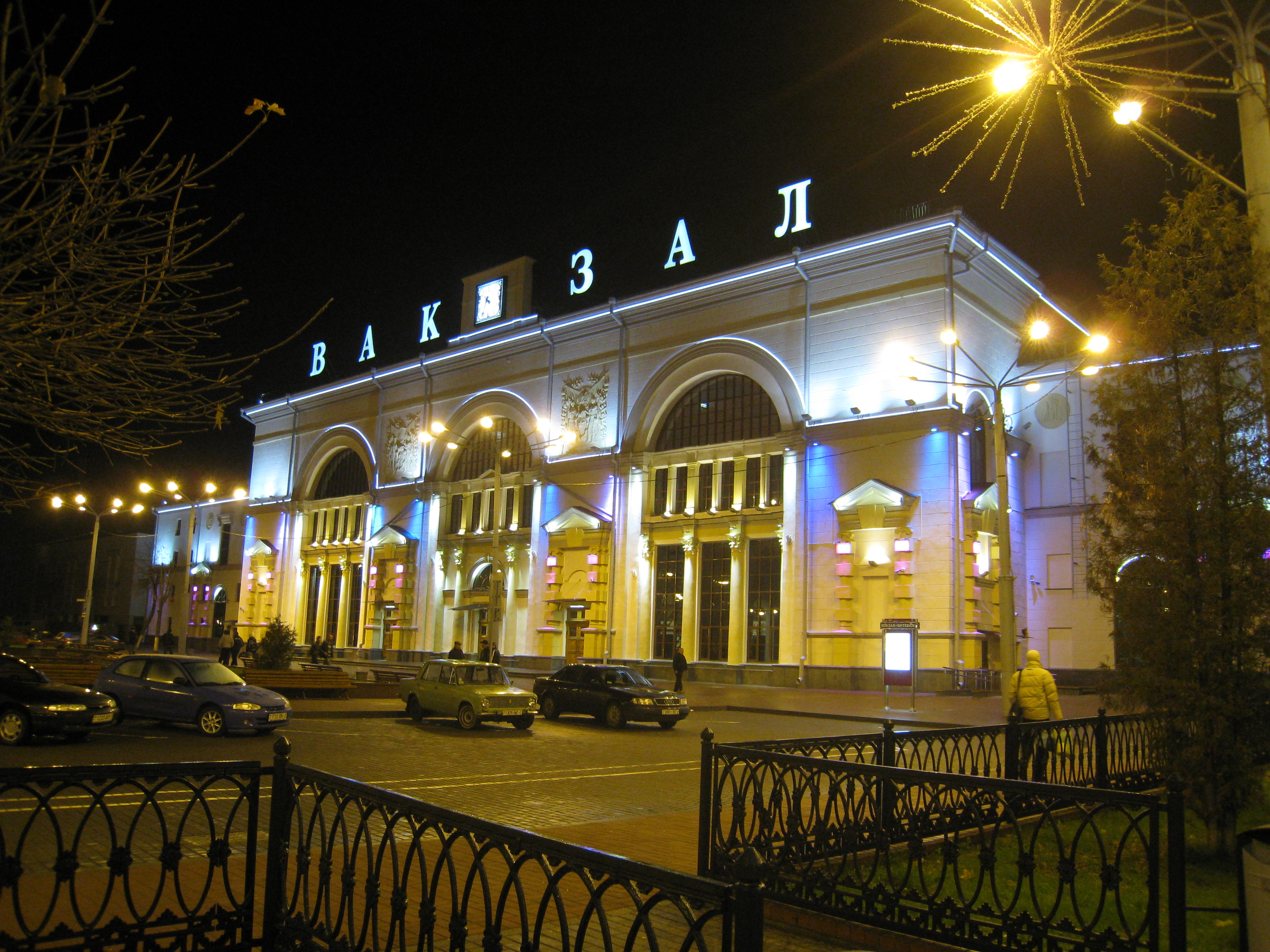
Вокзал вночі
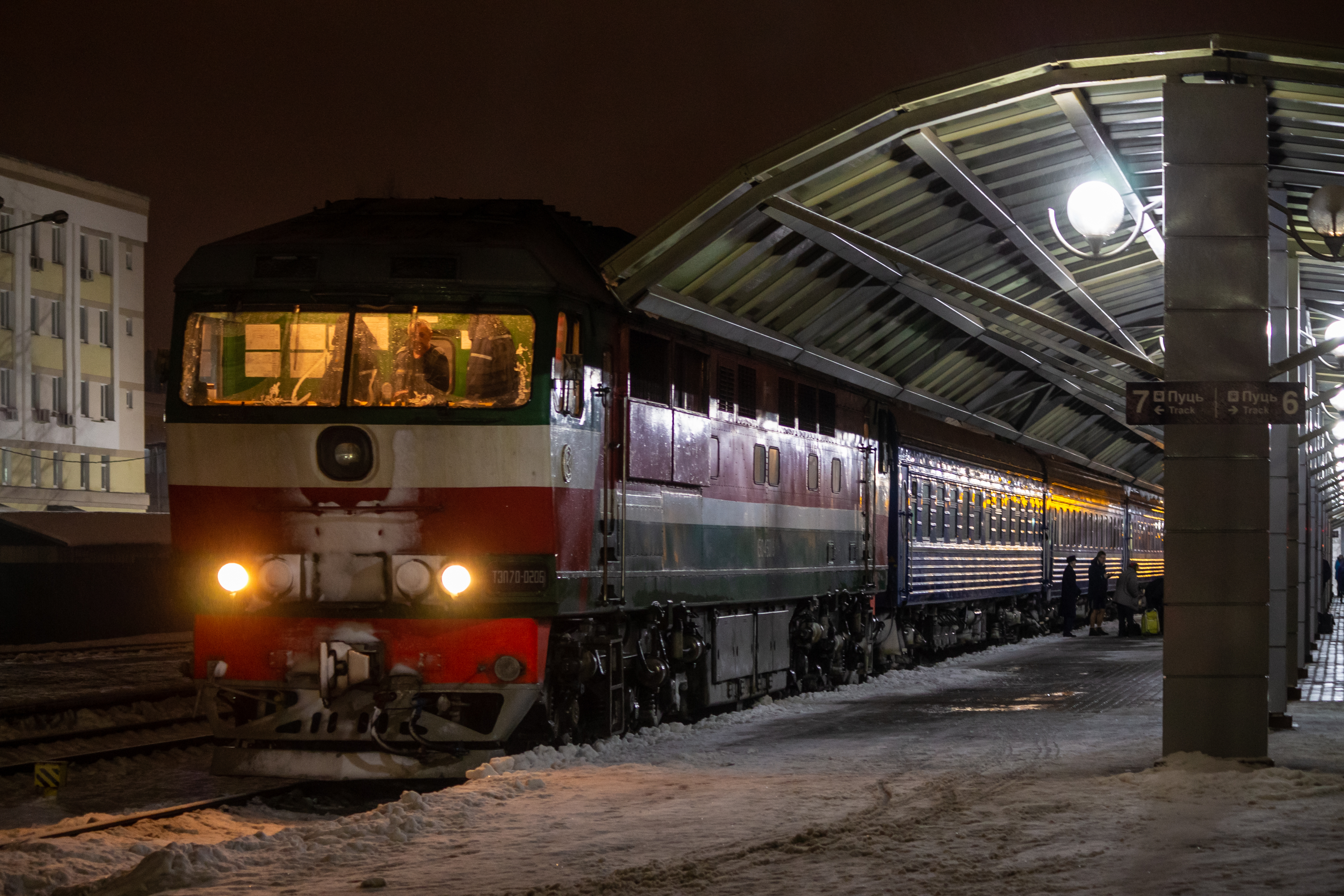
ТЕП70-0206 з поїздом Санкт-Петербург — Мінськ
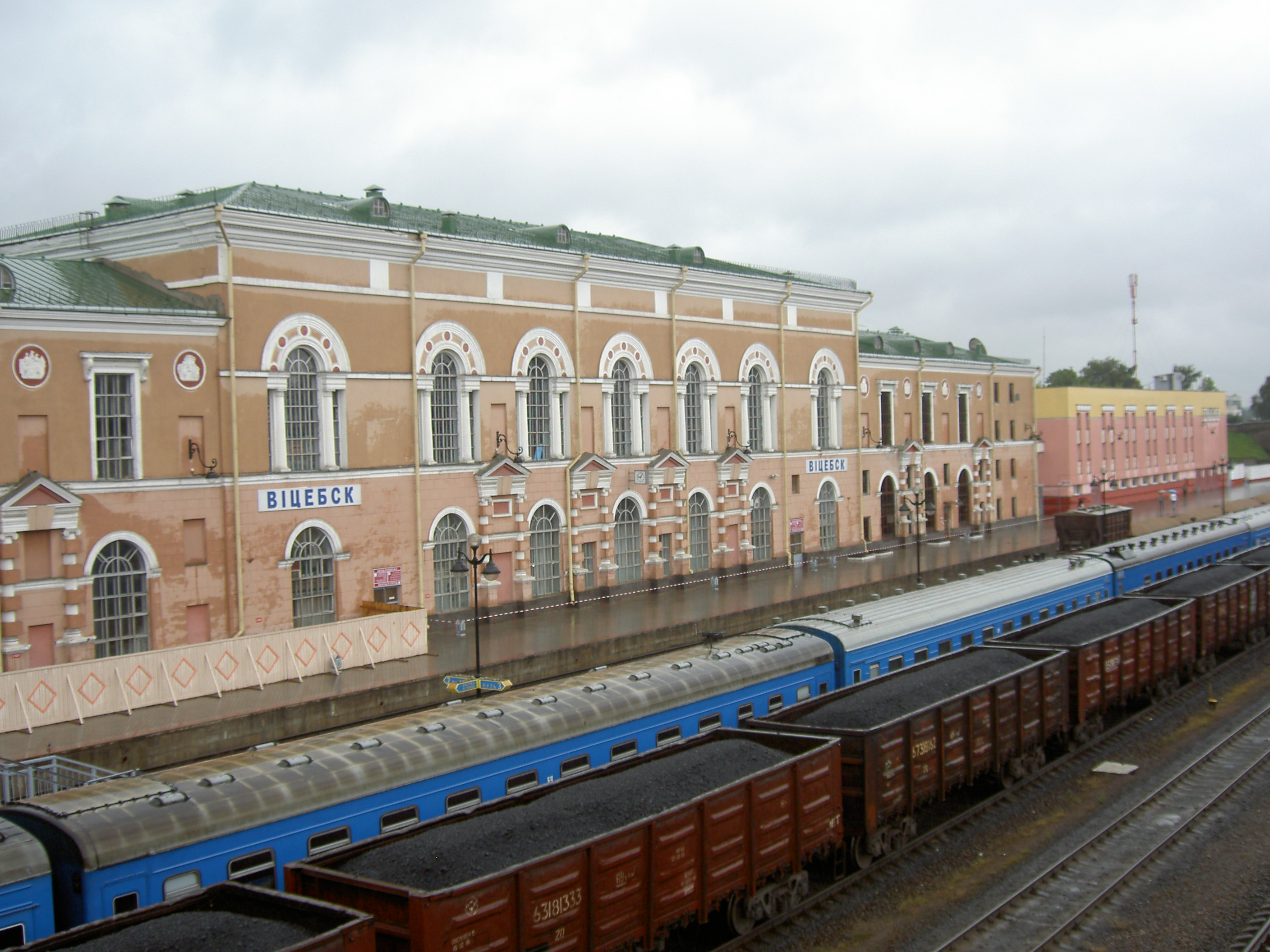
липень 2009
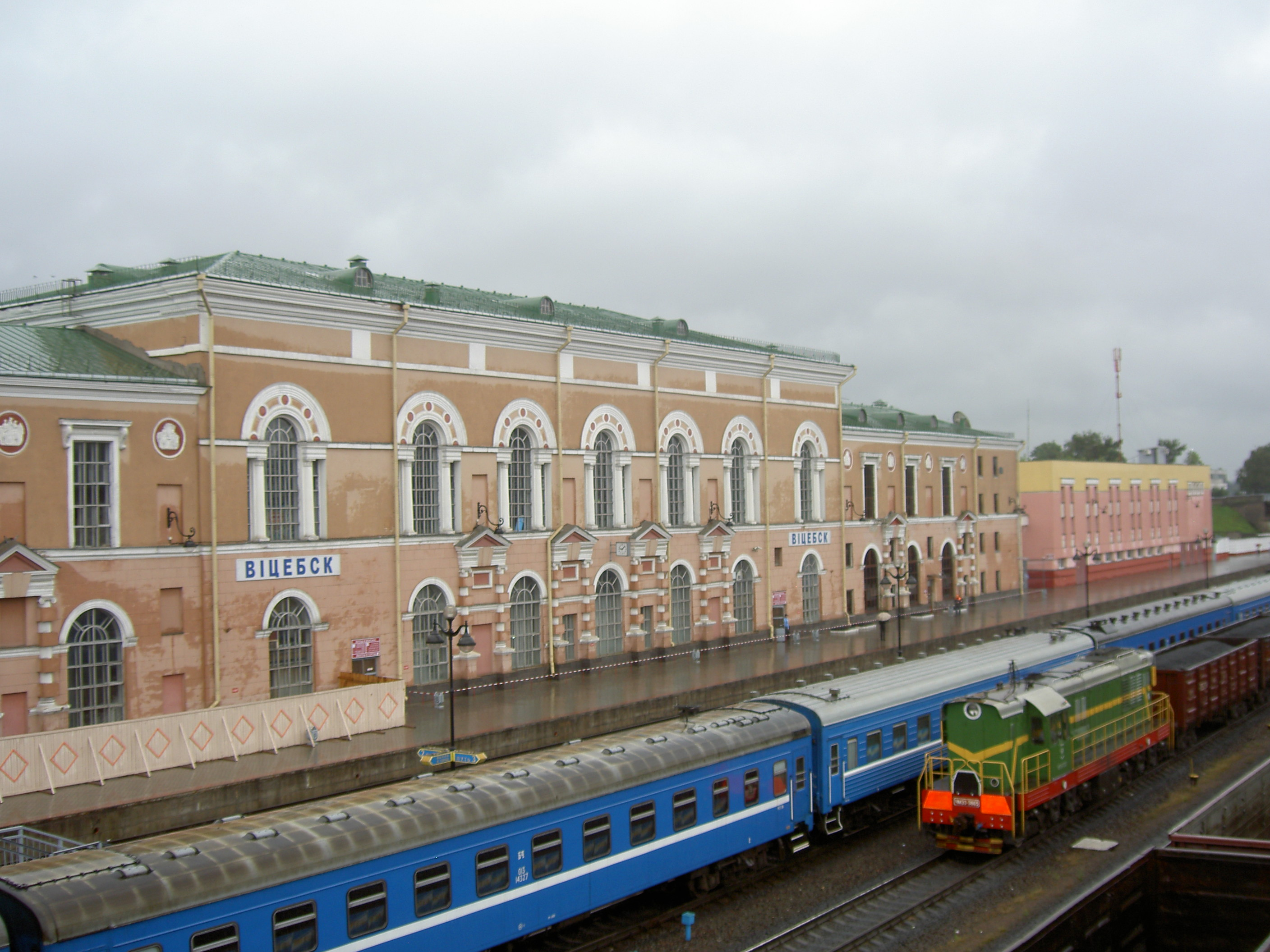
серпень 2009
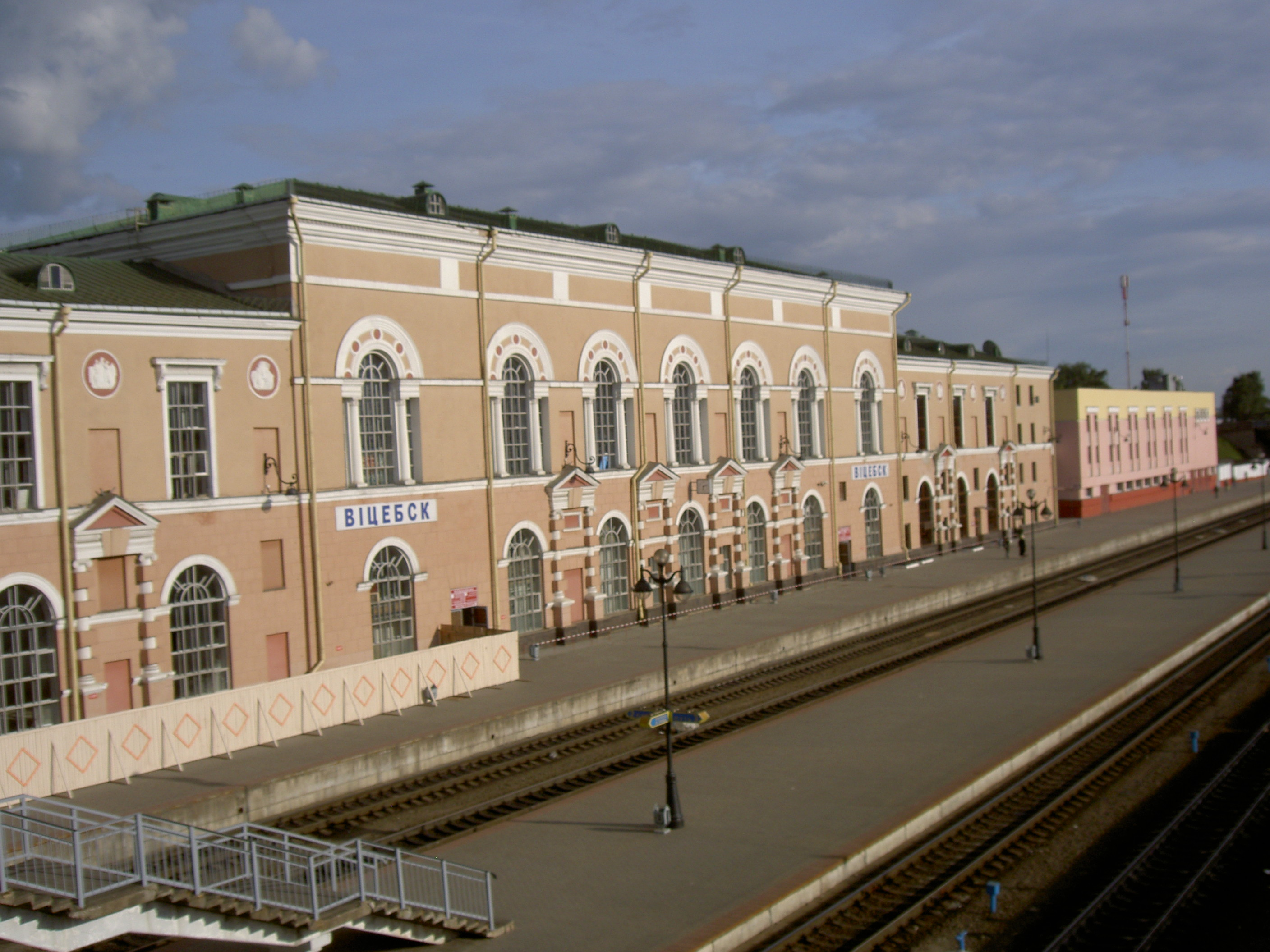
Вигляд з платформ
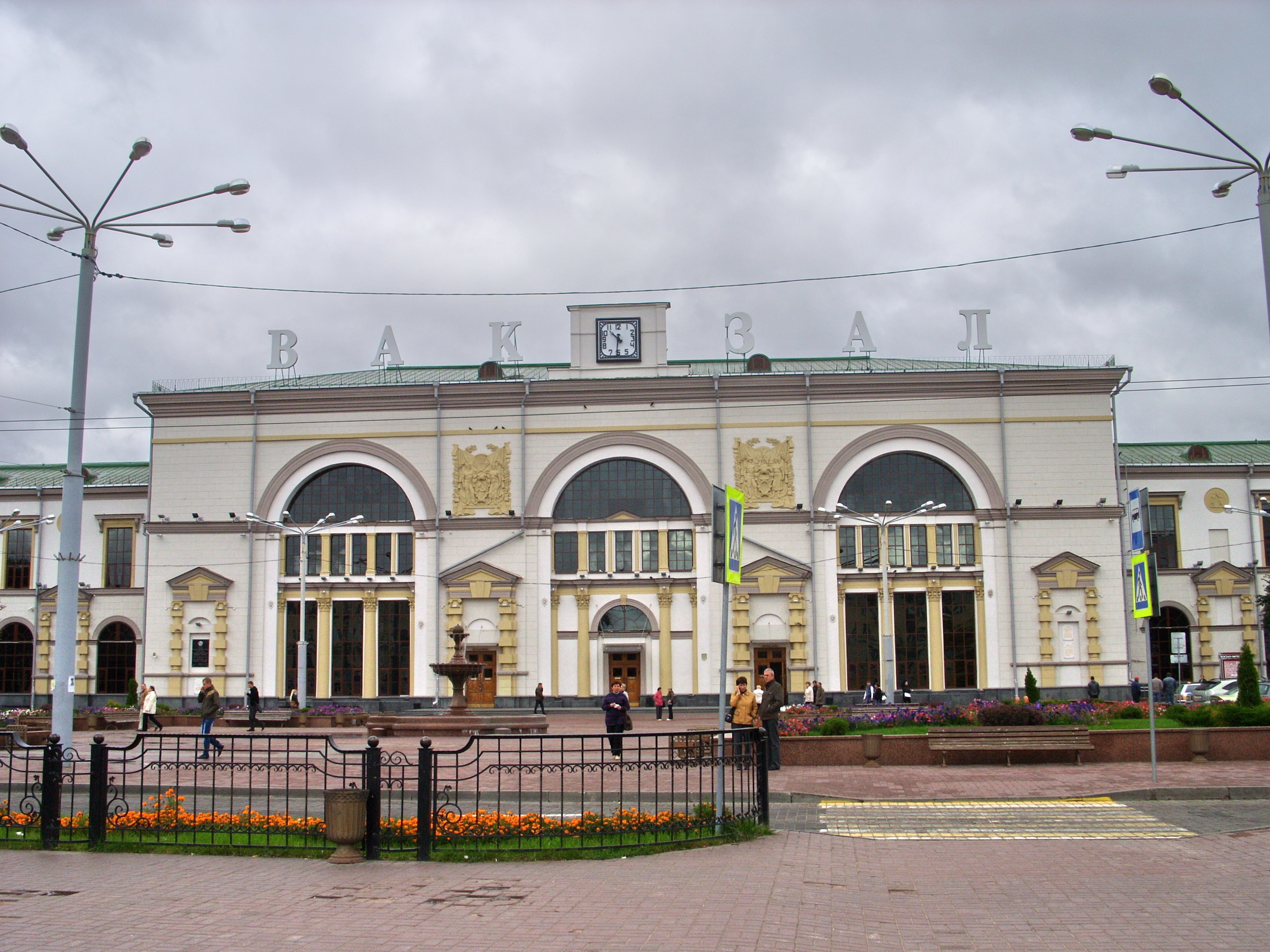
Вокзал після капітального ремонту (2011)
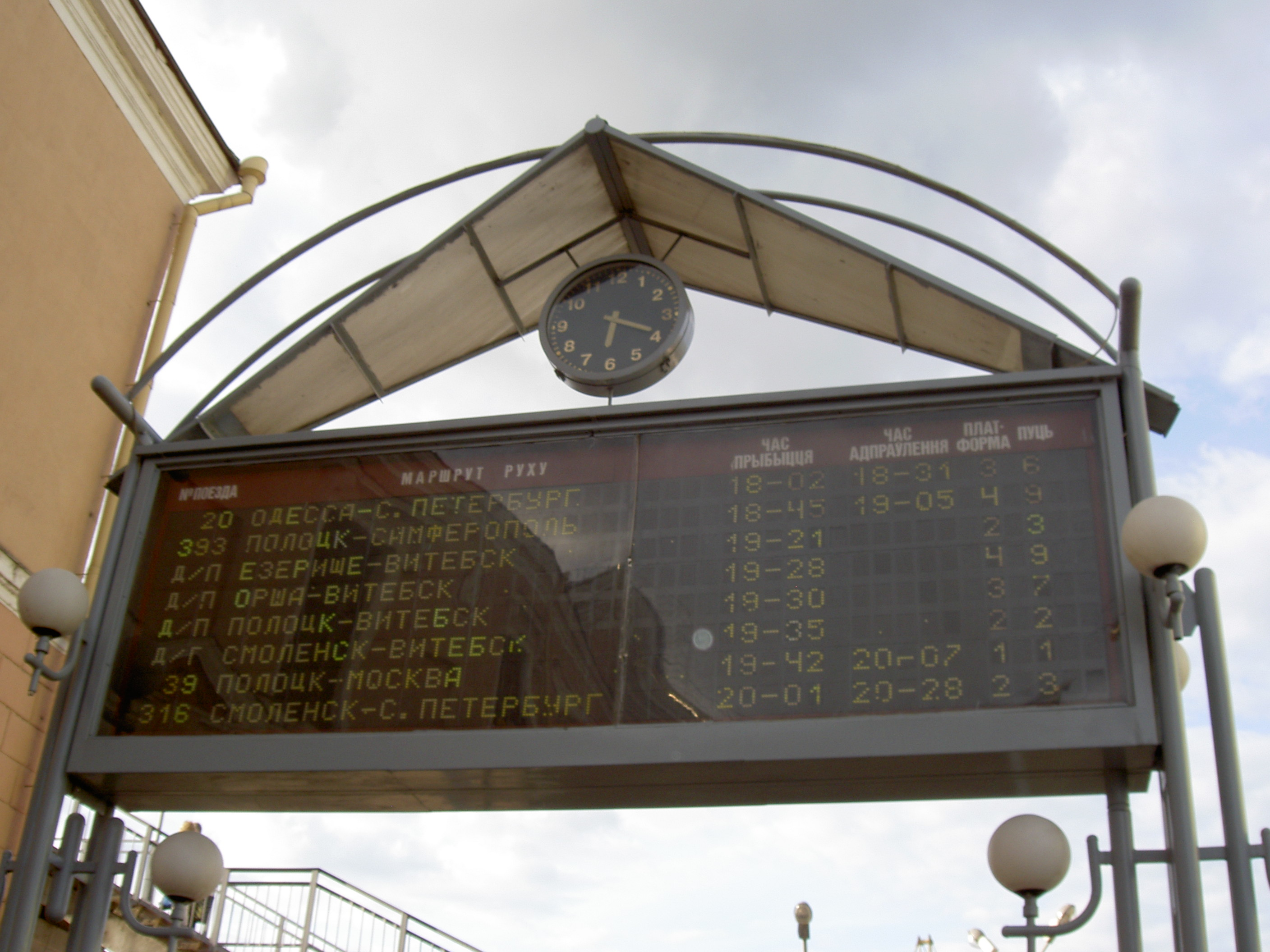
Електронне табло